# Sigrdrífumál
Sigrdrífumál ou Brynhildarljóð é um dos poemas heróicos da Edda Poética. Ele relata o encontro da valquíria Sigrdrífa com o herói Sigurd, e consiste basicamente no aviso de Sigrdrífa a ele, o que inclui referências crípticas à mitologia nórdica e runas mágicas. A métrica usada é o fornyrðislag (um tipo de verso aliterativo).
O começo do poema é preservado no Codex Regius, seguindo o Fáfnismál. O fim está na Grande Lacuna, uma parte do manuscrito que foi perdida, mas foi preservado em cópias posteriores. A Völsunga saga descreve a cena e contém trechos do poema.